# Barbara Creemers
Barbara Creemers, née le 10 mai 1981 à Maaseik, est une femme politique belge, membre de Groen.

## Biographie
Barbara Creemers nait le 10 mai 1981 à Maaseik.
Aux élections législatives fédérales de 2019, Barbara Creemers est élue à la Chambre des Représentants.